# Корсары: Проклятье дальних морей
«Корсары: Проклятье дальних морей» — компьютерная ролевая игра, разработанная компанией «Акелла» и изданная «1С» в 2000 году. Игра рассказывает о развитии европейских колоний в вымышленном атлантическом архипелаге в начале XVII века.

## Сюжет
Главный герой — Николас Шарп, капитан небольшого торгового судна, принадлежащего Англии, который впервые отправляется в плавание. Перед отплытием его мать дает ему медальон, на котором выгравировано изображение его отца. Путешествие оказывается неудачным: его корабль атакуют испанцы. После первого разрыва снаряда Николас теряет сознание, а приходит в себя уже некоторое время спустя, будучи рабом на плантации. Впоследствии ему удаётся сбежать оттуда. Он берёт с собой 40 человек и с их помощью уводит небольшой корабль из гавани. С этого момента и начинается игра.
В самом начале игры перед игроком стоит выбор: поступить на государственную службу одной из держав в архипелаге или начать строительство нового пиратского государства. До определённой точки сюжета можно менять способы прохождения. Всего держав в игре три: Англия, Франция и Испания. Концовки игры незначительно отличаются друг от друга в зависимости от сделанного выбора, но события, сюжет и политическая картина архипелага разнятся в процессе прохождения той или иной линии.

## Геймплей
В игре предусмотрен целый ряд игровых возможностей: смена погоды, морские сражения и бой на суше, путешествия на интерактивной карте, система диалогов, торговля, ролевая система.
Смена погоды
Передвигаясь по карте, корабль может попасть в шторм, может пойти сильный дождь или обзор застелет туман (как сильный, так и небольшой). Герой может плыть в разное время суток. Например, выйдя из режима интерактивной карты в свободное плавание, можно совершенно случайно обнаружить вокруг корабля туманное утро или дождливый вечер.
Морской бой
Он может проходить как в море, так и вблизи островов, или даже у прибрежных фортов на острове. Бой ведется 4 видами снарядов: ядрами, картечью, книппелями и бомбами. Ядра лучше всего подходят для пробивания корпусов кораблей (или обстрелов крепостей), картечь — для уничтожения живой силы противника, книппель — для выведения из строя оснастки и парусов, а бомбы являются универсальным видом снарядов. При прицельном попадании в корабль дружественного государства на корабле игрока поднимается «Весёлый Роджер», игрок теряет принадлежность к нации и становится пиратом. Корабль противника можно уничтожить или взять на абордаж. При успешном абордаже можно как забрать с корабля все товары и пустить корабль на дно, так и забрать его себе в качестве приза вместе с грузом (если количества оставшейся команды будет достаточно для управления обоими кораблями и в штате будет находиться свободный первый помощник, который возьмёт трофейный корабль под управление). Находясь на палубе, можно воспользоваться подзорной трубой и узнать больше информации об окружающих кораблях.
Бой
Каждый противник Николаса может быть как слабее его, так и сильнее его. Чтобы Николас мог выигрывать, нужно повышать навыки. Повышения навыков можно добиться только после повышения уровня героя с помощью захвата форта, уничтожения кораблей и открытия новых фактов.
Боевая система «Корсаров» отличается тем, что главный герой проводит все бои один на один с капитаном вражеского корабля или командиром гарнизона форта. В качестве здоровья обоих противников выступает численность команды. При этом сила удара зависит как от навыков главного героя, так и от соотношения численности оставшихся в живых членов команды. В связи с этим всегда существует возможность победить более сильного соперника, однако, чтобы это сделать, нужно проявить ловкость и хорошую реакцию.
Сам бой проходит следующим образом: при абордаже или захвате форта показывается короткий ролик, на котором мы видим сражающихся солдат, после чего встречаемся с противником и обмениваемся ударами. Ударов предусмотрено 4 — справа сверху, слева сверху, слева снизу и справа с низу, на каждый удар своя кнопка, кроме ударов так же имеется возможность поставить блок, в соответствии с направлением удара, причем на каждое направление блока так же имеется своя клавиша. Также, помимо блоков и ударов, игрок и компьютерный противник могут сделать финт: лишь обозначить удар, заставив противника заблокировать мнимую атаку и открыться в другом месте. Удар в блок наносит либо незначительные повреждения, либо не наносит их вообще, в зависимости от соотношения команд противников.
Смерть
При неудачном сражении игра покажет заключительный ролик, иллюстрирующий последние картины из жизни капитана Николаса Шарпа. В зависимости от обстоятельств гибели, содержание этих роликов может отличаться.
Карта
Перемещение героя из города в город происходит с помощью интерактивной карты, которая открывается в открытом море или по прибытии в порт.
Города
Каждая из трёх наций в игре расположена на множестве городов-островов в архипелаге. Оформление этих городов различается в зависимости от государства, к которому оно принадлежит. В большинстве их, как правило, присутствуют магазин и таверна. В главных городах, кроме таверны и магазина есть верфь, в которой можно чинить, приобретать и продавать корабли, а также дворец губернатора, в котором игрок может получить корсарский патент, однако, чтобы получить патент от губернатора враждебного государства, придётся сначала «замаскироваться» под служащего этой державы, купив принадлежность к государству (флаг) на архипелаге Скалшорз, принадлежащем пиратам. В противном случае, аудиенцию получить не получится: охрана форта распознает игрока как врага и откроет огонь из пушек, так что он не сможет высадиться на остров без боя.
Меню предметов героя
Оно подразделяется на «Сундук», «Трюм», «Корабль», «Штаб» и «Журнал».
«Сундук» — в нём хранятся полученные предметы.
Трюм — показывает груз (товары или снаряды), погружённый на корабль игрока.
Корабль — показывает корабли, состоящие во флотилии игрока, в том числе его корабль, их характеристики и степень повреждений.
Штаб — показывает уровень, навыки, опыт героя, сведения об умениях, информацию о нанятых офицерах, и количество человек в команде.
Журнал — сюда, так или иначе, герой записывает все существенные события, происходящие с ним по сюжету.
Офицеры
На архипелаге можно встретить некоторых персонажей, которые согласятся путешествовать с капитаном, улучшая его характеристики, за ежемесячную плату. На корабле предусмотрены следующие должности: Первый помощник, Боцман, Канонир, Плотник, Казначей и Судовой врач. Офицеры разбросаны по различным островам и, чтобы собрать полную команду, игроку придется потрудиться, собирая полноценный офицерский состав.
Корабли
В игре есть 43 корабля от 1-го до 7-го класса. Корабль 7-го класса без пушек игрок может получить, продав свой корабль на верфи. Повышая свой уровень, можно использовать более мощные корабли.

## Разработка
Идея создания первой в мире трехмерной пиратской игры появилась после того, как группа компании «Акелла» вернулись с Карибских островов. Вице-президент компании Дмитрий Архипов обнаружил под водой затонувший пиратский корабль и загорелся желанием начать разработку масштабной игры про море и пиратов.
Разработка началась в 1997 году, и заняла около трёх лет.
Игру часто называют одной из первых успешных российских игр, оказавших заметное влияние на российскую игровую индустрию. За ним последовали четыре сиквела, один из которых был сильно связан с диснеевской франшизой «Пираты Карибского моря».

## Критика
| Сводный рейтинг    | Сводный рейтинг |
| Агрегатор          | Оценка          |
| ------------------ | --------------- |
| GameRankings       | 80,50 %         |
| Metacritic         | 71 of 100       |
| Иноязычные издания |                 |
| Издание            | Оценка          |
| AllGame            | [ 6 ]           |
| CGW                | [ 7 ]           |
| GameFan            | 77 %            |
| Game Informer      | 8,5 of 10       |
| GameSpot           | 7,9 of 10       |
| GameSpy            | 77 %            |
| IGN                | 8,5 of 10       |
| Next Generation    | [ 13 ]          |
| PC Gamer (US)      | 81 %            |
| PC Zone            | 70 %            |
| X-Play             | [ 16 ]          |

Игру очень тепло приняли как в России, так и в зарубежных странах.
Сэмюэл Басс сделал обзор версии игры для ПК для Next Generation, оценив её на четыре звезды из пяти, и заявил, что, «не считая недостатков дизайна и отсутствия атмосферы, Корсары, бесспорно, остаются одним из лучших симуляторов экшн-трейдинга со времен безмятежных дней».
Согласно веб-сайту с агрегацией обзоров Metacritic, первая игра получила «средние» отзывы. IGN был впечатлён этим, назвав его «зовом, который вы не захотите пропустить». GameSpot также положительно оценил игру, заявив, что это «приключение, которое может быть увлекательным, несмотря на множество проблем».

## Сиквелы
«Корсары: Проклятье дальних морей» получили ряд сиквелов, большинство из которых не имеют одинакового английского названия по юридическим причинам. Первое продолжение, «Пираты Карибского моря», которое на обложке имело небольшой стикер «Корсары II», получило основное название, когда Disney приобрела игру в середине разработки. Несмотря на то, что оно позиционировалось как дополнение к фильму «Пираты Карибского моря: Проклятие Чёрной жемчужины», который был выпущен примерно в то же время, оно практически не связано с сюжетом этого фильма.
Второе продолжение, «Корсары III», является прямым продолжением оригинальной игры «Корсары: Проклятье дальних морей». Название было изменено, потому что Акелла хотела создать бренд, которым могли бы управлять они, а не издатель.
За этим последовали два косвенных продолжения: «Корсары: Город потерянных кораблей» в 2009 и «Корсары: Каждому своё» в 2012 годах. Третья часть и её продолжение в конечном итоге были переизданы в цифровом виде на GOG и Steam в 2017 году под оригинальным англоязычным названием.
Также предполагалась разработка «Корсары 4» и «Корсары: Черная метка», но в итоге обе игры были отменены